# Pescara Circuit
A Pescara Circuit (olaszul: Circuito di Pescara) egy autóverseny-pálya az olaszországi Pescarában. 1957. augusztus 18-án itt rendezték a Formula–1 pescarai nagydíjat.

## A pálya
A pescarai versenypálya csak a bátor pilótákat díjazta. A maga félelmetes 25 579 méterét sok pilóta nem kedvelte. Emellett a pálya vonalvezetése és állapota is szörnyű volt. A pálya déli részében szinte csak kanyarok voltak, a középső nagy részben egyenes, a felsőben pedig egy erős jobbos kivételével szintén csak egyenes. Rettentő kanyarjai a Pescara, a Montana, a Villa Raspa, a Spoltore, a Pornace, a Villa St Maria a Capelle és a Monte Silvano volt.

## Az 1957-es verseny
Az 1957-es pescarai nagydíj időmérő edzésén az argentin Juan Manuel Fangio győzött Stirling Moss és Luigi Musso előtt. Fangio közel 10 perc alatt ért végig a pályán.
A versenyen azonban már Moss vette át az irányítást, megszerezve Formula–1-es világbajnoki pályafutása 5. győzelmét. A második a Maseratival versenyző Fangio, harmadik az 5. helyről rajtoló Harry Schell lett. A további sorrend: Masten Gregory, Stuart Lewis-Evans, Giorgio Scarlatti és végül az utolsónak célba érkező Jack Brabham. A versenytáv 460,422 km volt, a versenyzőknek 18 kört kellett megtenni. Nem történt halálos baleset.

## Külső hivatkozások
- A verseny a Formula–1 hivatalos honlapján
- A verseny a StatsF1.com-on
- A pálya a StatsF1.com-on